# Skeuophylax
Der Skeuophylax oder Skevophylax (σκευοφύλαξ skeuophýlax „Bewahrer der Geräte“) ist eine Person, die für die liturgischen Geräte, die Ikonen und Reliquien, aber auch die Archivalien einer orthodoxen Kirche verantwortlich ist. In der Großen Kirche von Konstantinopel, der Hagia Sophia, war der Großskeuophylax für die Verwaltung des Kircheneigentums zuständig und stand unter den fünf oder sechs Exokatakoiloi (den Beratern des Ökumenischen Patriarchen) an dritter Stelle. Das Großskeuophylakeion der Hagia Sophia war einerseits die Sakristei, in der die liturgischen Gewänder und Geräte aufbewahrt wurden, andererseits aber auch eine Kanzlei, welcher der Großskeuophylax vorstand und in der mehrere Sekretäre (Chartularioi und ihnen unterstellte Theoroi) arbeiteten. Der Großskeuophylax wurde vom Kaiser selbst ernannt, bis Isaak I. auf dieses Recht verzichtete.
In Männerklöstern ist meist ein Priestermönch (als Skeuophylax), in Frauenklöstern eine Nonne (als Skeuophylakissa) für die liturgischen Geräte, Ikonen, Reliquien und Archivalien des Klosters verantwortlich.